# Ümmü Kiraz
Ümmü Kiraz, née le 27 septembre 1982 à Acıpayam, est une athlète turque.

## Carrière
Ümmü Kiraz dispute le marathon féminin aux Jeux olympiques d'été de 2012 à Londres et le marathon féminin aux championnats du monde d'athlétisme 2013 à Moscou.
Aux Jeux méditerranéens de 2013 à Mersin, elle remporte la médaille de bronze du semi-marathon.